# Akonsaari (ö i Södra Savolax, Pieksämäki, lat 62,11, long 27,39)
Akonsaari är en ö i Finland. Den ligger i sjön Heräjärvi och i kommunen Pieksämäki i den ekonomiska regionen  Pieksämäki ekonomiska region  och landskapet Södra Savolax, i den södra delen av landet, 250 km nordost om huvudstaden Helsingfors. Öns area är 0,1 hektar och dess största längd är 50 meter i nord-sydlig riktning.